# Valerianella adylovii
Valerianella adylovii är en kaprifolväxtart som beskrevs av M.N. Abdullaeva. Valerianella adylovii ingår i släktet klynnen, och familjen kaprifolväxter. Inga underarter finns listade i Catalogue of Life.